# Zico
Zico, pseudonimo di Arthur Antunes Coimbra (Rio de Janeiro, 3 marzo 1953), è un dirigente sportivo, allenatore di calcio ed ex calciatore brasiliano, di ruolo centrocampista, direttore advisor dei Kashima Antlers.
Soprannominato O Galinho (in italiano il galletto), veniva spesso chiamato anche con il soprannome di Pelé bianco ed è considerato uno dei migliori calciatori della storia del calcio. Occupa la 18ª posizione nella speciale classifica dei migliori calciatori del XX secolo pubblicata dalla rivista World Soccer, la 14ª posizione nell'omonima classifica stilata dall'IFFHS e la 7ª posizione nella speciale classifica dei migliori calciatori sudamericani del XX secolo pubblicata sempre dall'IFFHS nel 2004. Nello stesso anno, Pelé lo ha anche inserito nella FIFA 100, la lista dei 125 migliori calciatori viventi, redatta in occasione del Centenario della FIFA. Infine occupa la 7ª posizione nella classifica del FIFA Player of the Century redatta dalla FIFA (Votazione FIFA Magazine + Gran Jury FIFA) e la 9ª posizione nell'analoga classifica del Player of the Century redatta da France Football.
Legò principalmente il suo nome al Flamengo e alla nazionale brasiliana, mentre in Italia è ricordato anche per la sua militanza nell'Udinese. Nella sua carriera è eletto per 3 volte Calciatore sudamericano dell'anno ed in totale ha giocato 778 partite ufficiali segnando 526 gol, dei quali 477 con i club e 49 con la maglia verde-oro (48 nella selezione maggiore, uno con quella olimpica); contando anche le partite non ufficiali giocate il suo totale sale a 1180 presenze e 826 gol.

## Biografia
È fratello di Edu, uno dei migliori calciatori brasiliani degli anni 1960 e 1970. I suoi figli Thiago e Junior sono stati calciatori.
Compare, nelle vesti di se stesso, in una breve sequenza del film del 1984 L'allenatore nel pallone, dove viene ripreso in una seduta di allenamento e citato con il suo nome completo dal protagonista Lino Banfi.

## Caratteristiche tecniche
Trequartista dalla spiccata attitudine offensiva, poteva venire impiegato anche come seconda punta o ala sinistra. Abile sia nella impostazione del gioco in posizione di regista che nella conclusione a rete in prima persona. Era un ottimo specialista di calci piazzati tanto da venire considerato come uno dei migliori tiratori di calci di punizione della storia. In carriera ha infatti messo a segno 62 calci di punizione, che lo rendono il sesto miglior realizzatore di punizioni di tutti i tempi alle spalle di Juninho Pernambucano, Pelé, Ronaldinho, Victor Legrotaglie e David Beckham.

## Carriera

### Giocatore

#### Club

##### Flamengo

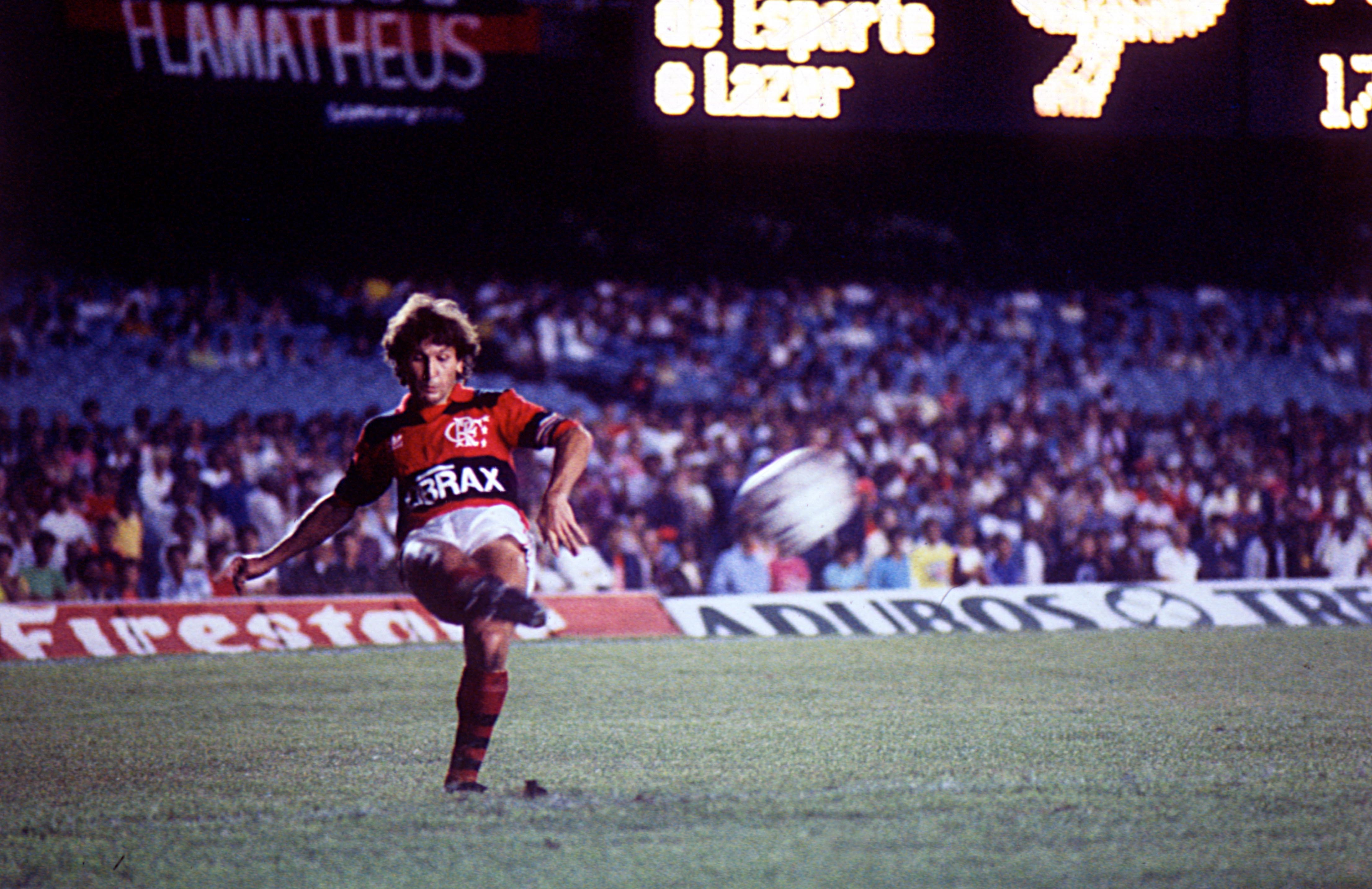
Zico in azione con la maglia del Flamengo nel 1981

Fece il suo esordio nel calcio professionistico nel 1967 con la maglia del Flamengo, con la quale vinse 4 campionati brasiliani, la Coppa Libertadores 1981 e la Coppa Intercontinentale 1981 (nella quale venne anche eletto miglior giocatore), oltre a due titoli di capocannoniere, e mise a segno oltre 300 gol. A livello personale vinse 2 Bola de Ouro e 7 Bola de Prata, fu eletto Calciatore sudamericano dell'anno per tre volte e si laureò anche numerose volte capocannoniere nelle varie competizioni a cui partecipò.
Particolarmente eclatante fu la stagione 1979, in cui mise a segno 65 reti in 51 partite. Le ottime prestazioni gli valsero l'attenzione della Roma e del Milan: i rossoneri, in particolare, furono vicinissimi ad acquistarlo nell'estate del 1981, ma il Flamengo rifiutò qualsiasi offerta.

##### Udinese
Nell'estate del 1983 il presidente Lamberto Mazza annunciò il trasferimento del fuoriclasse brasiliano nella sua Udinese per la cifra di 6 miliardi di lire. L'affare venne però inizialmente bloccato dal presidente della FIGC Federico Sordillo e ciò provocò la sollevazione dei sostenitori friulani: molti di essi scesero infatti in piazza in città agitando dei cartelli con la scritta "O Zico o Austria", alludendo ad una possibile secessione in caso di mancato via libera. In seguito il caso divenne anche un vero e proprio affare di stato: su di esso si espressero infatti anche ministri, segretari di partito ed associazioni sindacali, finanche il Presidente della Repubblica Sandro Pertini, e alla fine il tesseramento avvenne.
Nel suo primo anno il brasiliano si trovò a giocare, tra gli altri, con il connazionale Edinho, con Franco Causio, con Massimo Mauro e con Pietro Paolo Virdis, mentre in panchina c'era seduto Enzo Ferrari. Zico esordì in campionato segnando una doppietta nel largo successo esterno col Genoa (5-0), e alla fine si fermò a 19 reti, che gli valsero il secondo posto nella classifica dei marcatori alle spalle di Michel Platini, primo con una rete in più. L'Udinese chiuse però al nono posto, a quattro punti dalla zona UEFA, mentre il brasiliano dovette saltare 5 gare a causa di un infortunio muscolare subito l'8 marzo in un'amichevole col Brescia. Il secondo anno, invece, fu decisamente più in sordina: i friulani persero nel calciomercato Causio e Virdis, mentre in panchina arrivò Luís Vinício; Zico segnò solamente 3 reti (con Lazio, Inter e Juventus) in 16 gare a causa di un infortunio che ne compromise la stagione. Lasciò infine Udine dopo aver ricevuto una squalifica per insulti ad un arbitro (Pirandola, in occasione della direzione di Udinese-Napoli, reo di non aver visto il goal di mano di Maradona per il definitivo 2-2) ed una condanna (poi cancellata) per reati societari.

##### Ritorno al Flamengo e Giappone
Zico tornò così al Flamengo, dove rimase altre 5 stagioni, prima di andare in Giappone; qui militò nel Sumitomo Metals ed infine nel Kashima Antlers, abbandonando poi il calcio giocato nel 1994.

#### Nazionale

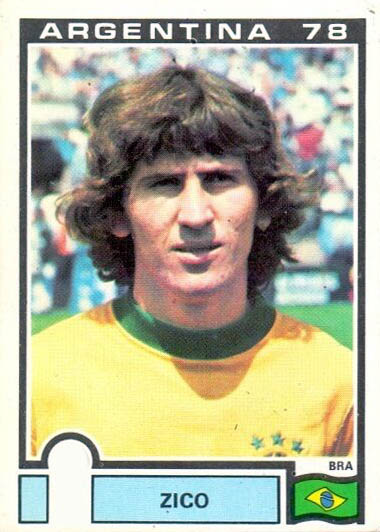
Zico in nazionale nel 1978

Disputò la prima partita col Brasile il 25 febbraio 1976, un'amichevole con l'Uruguay nella quale andò anche in rete. In seguito partecipò a 3 edizioni del Mondiale. Nel campionato del mondo 1978 giocò le 6 partite delle due fasi a gironi, segnando anche una rete nella vittoria per 3-0 sul Perù ma saltando la finale per il terzo posto (che i verde-oro vinsero contro l'Italia).
Quattro anni più tardi fu invece in campo in tutti e 5 gli incontri e segnò 4 reti (una contro la Scozia, due contro la Nuova Zelanda ed un altro contro l'Argentina), mentre in Messico nel 1986 venne schierato solo in 3 partite, l'ultima delle quali, il quarto perso 3-2 contro la Francia ai calci di rigore, mise fine alla sua carriera in Nazionale; Zico si congedò comunque realizzando il suo tiro dal dischetto, dopo averne però sbagliato uno nei tempi regolamentari.
In totale con i verde-oro giocò 72 partite ufficiali segnando 52 gol (quinto miglior marcatore di sempre dei verde-oro); contando anche le partite non ufficiali giocate il suo totale sale a 88 presenze e 66 gol.
Il 27 marzo 1989 allo Stadio Friuli di Udine venne disputata la gara d'addio di Zico alla Nazionale brasiliana, con un Brasile-Resto del Mondo, allenata da Nils Liedholm, Mircea Lucescu e Artur Jorge che terminò 1-2 con reti di Dunga, Enzo Francescoli e Lajos Détári.

### Allenatore e dirigente

#### Gli inizi in Brasile e Giappone
Ritirandosi dalle competizioni nel 1994, il 5 maggio 1998 viene nominato vice e coordinatore tecnico di Mário Zagallo alla guida del Brasile. Il 28 luglio, dopo aver perso la finale del campionato mondiale di calcio 1998 contro la Francia, Zagallo e Zico vengono esonerati dal presidente federale Teixeira.
In seguito, dal 19 agosto al 31 dicembre 1999 allena i Kashima Antlers, portati, al di là di ogni pronostico, fino al secondo posto nel campionato giapponese. Dal 1º luglio 2002 al 1º luglio 2006 assume la guida della nazionale di calcio giapponese, che conduce a una brillante vittoria nella Coppa d'Asia 2004 e poi alla qualificazione ai Mondiali 2006. Qui la sua selezione ottiene scarsi risultati (1 punto nello 0-0 contro la Croazia) ed è stata eliminata al primo turno.

#### Le esperienze in Europa

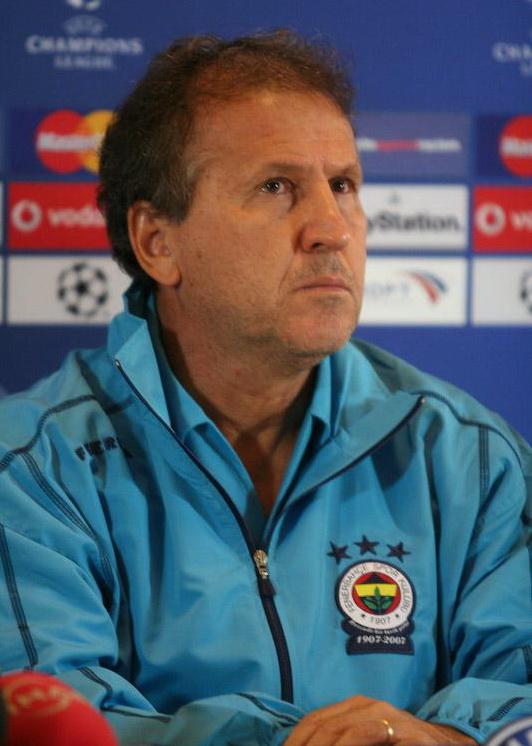
Zico nel 2007 in veste di tecnico del Fenerbahçe

Dal 4 luglio 2006 è ingaggiato dal Fenerbahçe, succedendo a Christoph Daum. Al suo primo anno sulla panchina dei gialloblù di Istanbul domina il campionato turco vincendo il titolo 2006-2007. In Turchia porta il suo connazionale Roberto Carlos, nella speranza di aiutare la sua squadra a fare un buon cammino europeo nella Champions League 2007-2008, in cui il Fenerbahçe arriva fino ai quarti di finale, dove è battuto dal Chelsea di Abramović.
Il 30 giugno 2008 Zico lascia la panchina a Luis Aragonés, commissario tecnico della Spagna Campione d'Europa 2008, e il 26 settembre dello stesso anno approda sulla panchina del Bunyodkor, squadra del campionato uzbeko dove milita il suo connazionale ed ex Pallone d'oro Rivaldo. Alla guida della compagine Zico conquista il campionato dopo soli due mesi dall'assunzione dell'incarico, con due giornate di anticipo rispetto alla fine del torneo, e raggiunge nella Champions League asiatica le semifinali, il miglior risultato nella storia del club, lascia la squadra l'8 gennaio 2009.
Il giorno dopo assume la guida tecnica del CSKA Mosca. È esonerato il 10 settembre e il 16 settembre diviene l'allenatore dell'Olympiakos. Sotto la guida di Zico, il club del Pireo conquista la qualificazione agli ottavi di finale della Champions League 2009-2010. Il 19 gennaio 2010, dopo una serie di risultati insoddisfacenti in campionato, la società comunica l'esonero dell'allenatore.

#### D.T. del Flamengo, esperienze successive
Il 31 maggio 2010 viene ingaggiato come direttore tecnico del Flamengo; decide così di concludere la carriera da allenatore per stare più vicino alla sua famiglia. Tuttavia, il 1º ottobre seguente torna sui suoi passi dimettendosi dalla carica.
Il 28 agosto 2011 viene ingaggiato come commissario tecnico della nazionale irachena, dimettendosi dall'incarico il 27 novembre 2012. In seguito, il 2 agosto 2013 accetta la panchina dell'Al Gharafa, in Qatar, che lascia il 30 gennaio 2014, mentre il 3 settembre dello stesso anno passa alla guida del Goa, in India, arrivando secondo nella regular season del campionato ma perdendo la semifinale play-off.
Il 17 luglio 2018 ritorna al suo vecchio club Kashima Antlers come direttore tecnico.

## Statistiche
Durante l'arco della sua carriera tra club e nazionale, Zico ha disputato 778 incontri ufficiali e ha segnato 526 reti, alla media di 0,68 gol a partita.

### Presenze e reti nei club
| Stagione                                  | Squadra                                   | Campionato                                | Campionato | Campionato | Coppe nazionali | Coppe nazionali | Coppe nazionali | Coppe continentali | Coppe continentali | Coppe continentali | Altre coppe | Altre coppe | Altre coppe | Totale | Totale |
| Stagione                                  | Squadra                                   | Comp                                      | Pres       | Reti       | Comp            | Pres            | Reti            | Comp               | Pres               | Reti               | Comp        | Pres        | Reti        | Pres   | Reti   |
| ----------------------------------------- | ----------------------------------------- | ----------------------------------------- | ---------- | ---------- | --------------- | --------------- | --------------- | ------------------ | ------------------ | ------------------ | ----------- | ----------- | ----------- | ------ | ------ |
| 1971                                      | Flamengo                                  | A+CC                                      | 15+2       | 2+0        | -               | -               | -               | -                  | -                  | -                  | -           | -           | -           | 17     | 2      |
| 1972                                      | Flamengo                                  | A+CC                                      | 4+2        | 0          | -               | -               | -               | -                  | -                  | -                  | -           | -           | -           | 6      | 0      |
| 1973                                      | Flamengo                                  | A+CC                                      | 26+9       | 8+0        | -               | -               | -               | -                  | -                  | -                  | -           | -           | -           | 35     | 8      |
| 1974                                      | Flamengo                                  | A+CC                                      | 19+31      | 12+20      | -               | -               | -               | -                  | -                  | -                  | -           | -           | -           | 50     | 32     |
| 1975                                      | Flamengo                                  | A+CC                                      | 27+28      | 10+30      | -               | -               | -               | -                  | -                  | -                  | -           | -           | -           | 55     | 40     |
| 1976                                      | Flamengo                                  | A+CC                                      | 20+27      | 14+18      | -               | -               | -               | -                  | -                  | -                  | -           | -           | -           | 47     | 32     |
| 1977                                      | Flamengo                                  | A+CC                                      | 18+29      | 10+27      | -               | -               | -               | -                  | -                  | -                  | -           | -           | -           | 47     | 37     |
| 1978                                      | Flamengo                                  | A+CC                                      | 0+22       | 0+19       | -               | -               | -               | -                  | -                  | -                  | -           | -           | -           | 22     | 19     |
| 1979                                      | Flamengo                                  | A+CC                                      | 8+43       | 5+60       | -               | -               | -               | -                  | -                  | -                  | -           | -           | -           | 51     | 65     |
| 1980                                      | Flamengo                                  | A+CC                                      | 19+26      | 21+19      | -               | -               | -               | -                  | -                  |                    | -           | -           | -           | 45     | 40     |
| 1981                                      | Flamengo                                  | A+CC                                      | 8+33       | 3+25       | -               | -               | -               | CL                 | 13                 | 11                 | CInt        | 1           | 0           | 55     | 39     |
| 1982                                      | Flamengo                                  | A+CC                                      | 23+21      | 21+21      | -               | -               | -               | CL                 | 4                  | 2                  | -           | -           | -           | 48     | 44     |
| gen. -giu.1983                            | Flamengo                                  | A+CC                                      | 25+0       | 17+0       | -               | -               | -               | CL                 | 4                  | 3                  | -           | -           | -           | 29     | 20     |
| 1983-1984                                 | Udinese                                   | A                                         | 24         | 19         | CI              | 9               | 5               | -                  | -                  | -                  | -           | -           | -           | 33     | 24     |
| 1984-1985                                 | Udinese                                   | A                                         | 16         | 3          | CI              | 5               | 3               | -                  | -                  | -                  | -           | -           | -           | 21     | 6      |
| Totale Udinese                            | Totale Udinese                            | Totale Udinese                            | 40         | 22         |                 | 14              | 8               |                    | -                  | -                  |             | -           | -           | 54     | 30     |
| lug. -dic.1985                            | Flamengo                                  | A+CC                                      | 3+3        | 1+2        | -               | -               | -               | -                  | -                  | -                  | -           | -           | -           | 6      | 3      |
| 1986                                      | Flamengo                                  | A+CC                                      | 0+4        | 0+3        | -               | -               | -               | -                  | -                  | -                  | -           | -           | -           | 4      | 3      |
| 1987                                      | Flamengo                                  | A+CC                                      | 12+5       | 5+1        | -               | -               | -               | -                  | -                  | -                  | -           | -           | -           | 17     | 6      |
| 1988                                      | Flamengo                                  | A+CC                                      | 14+6       | 4+0        | -               | -               | -               | SS                 | 0                  | 0                  | -           | -           | -           | 20     | 4      |
| 1989                                      | Flamengo                                  | A+CC                                      | 8+11       | 2+2        | CB              | 7               | 3               | SS                 | 1                  | 0                  | -           | -           | -           | 27     | 7      |
| Totale Flamengo                           | Totale Flamengo                           | Totale Flamengo                           | 249+302    | 135+247    |                 | 7               | 3               |                    | 22                 | 16                 |             | 1           | 0           | 581    | 401    |
| 1991-1992                                 | Sumitomo Metals                           | JSL2                                      | 22         | 21         | JSLC            | 2               | 1               | -                  | -                  | -                  | -           | -           | -           | 24     | 22     |
| 1992                                      | Kashima Antlers                           | -                                         | -          | -          | JLC+CG          | 10+2            | 6+1             | -                  | -                  | -                  | -           | -           | -           | 12     | 7      |
| 1993                                      | Kashima Antlers                           | J1                                        | 16+1       | 9+0        | JLC+CG          | 3+4             | 1+2             | -                  | -                  | -                  | -           | -           | -           | 24     | 12     |
| 1994                                      | Kashima Antlers                           | J1                                        | 7          | 5          | JLC+CG          | -               | -               | -                  | -                  | -                  | -           | -           | -           | 7      | 5      |
| Totale Sumitomo Metals \| Kashima Antlers | Totale Sumitomo Metals \| Kashima Antlers | Totale Sumitomo Metals \| Kashima Antlers | 45+1       | 35+0       |                 | 21              | 11              |                    | -                  | -                  |             | -           | -           | 67     | 46     |
| Totale carriera                           | Totale carriera                           | Totale carriera                           | 635+1      | 439+0      |                 | 42              | 22              |                    | 22                 | 16                 |             | 1           | 0           | 702    | 477    |

### Cronologia presenze e reti in nazionale
| Cronologia completa delle presenze e delle reti in nazionale ― Brasile | Cronologia completa delle presenze e delle reti in nazionale ― Brasile | Cronologia completa delle presenze e delle reti in nazionale ― Brasile | Cronologia completa delle presenze e delle reti in nazionale ― Brasile | Cronologia completa delle presenze e delle reti in nazionale ― Brasile | Cronologia completa delle presenze e delle reti in nazionale ― Brasile | Cronologia completa delle presenze e delle reti in nazionale ― Brasile | Cronologia completa delle presenze e delle reti in nazionale ― Brasile |
| Data                                                                   | Città                                                                  | In casa                                                                | Risultato                                                              | Ospiti                                                                 | Competizione                                                           | Reti                                                                   | Note                                                                   |
| ---------------------------------------------------------------------- | ---------------------------------------------------------------------- | ---------------------------------------------------------------------- | ---------------------------------------------------------------------- | ---------------------------------------------------------------------- | ---------------------------------------------------------------------- | ---------------------------------------------------------------------- | ---------------------------------------------------------------------- |
| 25-2-1976                                                              | Montevideo                                                             | Uruguay                                                                | 1 – 2                                                                  | Brasile                                                                | Amichevole                                                             | 1                                                                      |                                                                        |
| 27-2-1976                                                              | Buenos Aires                                                           | Argentina                                                              | 1 – 2                                                                  | Brasile                                                                | Amichevole                                                             | 1                                                                      |                                                                        |
| 7-4-1976                                                               | Asunción                                                               | Paraguay                                                               | 1 – 1                                                                  | Brasile                                                                | Amichevole                                                             | -                                                                      |                                                                        |
| 28-4-1976                                                              | Rio de Janeiro                                                         | Brasile                                                                | 2 – 1                                                                  | Uruguay                                                                | Amichevole                                                             | 1                                                                      |                                                                        |
| 23-5-1976                                                              | Los Angeles                                                            | Brasile                                                                | 1 – 0                                                                  | Inghilterra                                                            | Amichevole                                                             | -                                                                      |                                                                        |
| 31-5-1976                                                              | New Haven                                                              | Italia                                                                 | 1 – 4                                                                  | Brasile                                                                | Amichevole                                                             | 1                                                                      |                                                                        |
| 4-6-1976                                                               | Guadalajara                                                            | Messico                                                                | 0 – 3                                                                  | Brasile                                                                | Amichevole                                                             | -                                                                      |                                                                        |
| 9-6-1976                                                               | Rio de Janeiro                                                         | Brasile                                                                | 3 – 1                                                                  | Paraguay                                                               | Amichevole                                                             | 1                                                                      |                                                                        |
| 1-12-1976                                                              | Rio de Janeiro                                                         | Brasile                                                                | 2 – 0                                                                  | Unione Sovietica                                                       | Amichevole                                                             | 1                                                                      |                                                                        |
| 23-1-1977                                                              | San Paolo                                                              | Brasile                                                                | 1 – 0                                                                  | Bulgaria                                                               | Amichevole                                                             | -                                                                      |                                                                        |
| 20-2-1977                                                              | Bogotà                                                                 | Colombia                                                               | 0 – 0                                                                  | Brasile                                                                | Qual. Mondiali 1978                                                    | -                                                                      |                                                                        |
| 9-3-1977                                                               | Rio de Janeiro                                                         | Brasile                                                                | 6 – 0                                                                  | Colombia                                                               | Qual. Mondiali 1978                                                    | 1                                                                      |                                                                        |
| 8-6-1977                                                               | Rio de Janeiro                                                         | Brasile                                                                | 0 – 0                                                                  | Inghilterra                                                            | Amichevole                                                             | -                                                                      |                                                                        |
| 12-6-1977                                                              | Rio de Janeiro                                                         | Brasile                                                                | 1 – 1                                                                  | Germania Est                                                           | Amichevole                                                             | -                                                                      |                                                                        |
| 23-6-1977                                                              | Rio de Janeiro                                                         | Brasile                                                                | 2 – 0                                                                  | Scozia                                                                 | Amichevole                                                             | 1                                                                      |                                                                        |
| 14-7-1977                                                              | Cali                                                                   | Brasile                                                                | 8 – 0                                                                  | Bolivia                                                                | Qual. Mondiali 1978                                                    | 4                                                                      |                                                                        |
| 1-4-1978                                                               | Parigi                                                                 | Francia                                                                | 1 – 0                                                                  | Brasile                                                                | Amichevole                                                             | -                                                                      |                                                                        |
| 5-4-1978                                                               | Amburgo                                                                | Germania Est                                                           | 0 – 1                                                                  | Brasile                                                                | Amichevole                                                             | -                                                                      |                                                                        |
| 19-4-1978                                                              | Londra                                                                 | Inghilterra                                                            | 1 – 1                                                                  | Brasile                                                                | Amichevole                                                             | -                                                                      |                                                                        |
| 1-5-1978                                                               | Rio de Janeiro                                                         | Brasile                                                                | 3 – 0                                                                  | Perù                                                                   | Amichevole                                                             | 1                                                                      |                                                                        |
| 17-5-1978                                                              | Rio de Janeiro                                                         | Brasile                                                                | 2 – 0                                                                  | Cecoslovacchia                                                         | Amichevole                                                             | 1                                                                      |                                                                        |
| 3-6-1978                                                               | Mar del Plata                                                          | Brasile                                                                | 1 – 1                                                                  | Svezia                                                                 | Mondiali 1978 - 1º turno                                               | -                                                                      |                                                                        |
| 7-6-1978                                                               | Mar del Plata                                                          | Spagna                                                                 | 0 – 0                                                                  | Brasile                                                                | Mondiali 1978 - 1º turno                                               | -                                                                      |                                                                        |
| 11-6-1978                                                              | Mar del Plata                                                          | Brasile                                                                | 1 – 0                                                                  | Austria                                                                | Mondiali 1978 - 1º turno                                               | -                                                                      |                                                                        |
| 14-6-1978                                                              | Mendoza                                                                | Brasile                                                                | 3 – 0                                                                  | Perù                                                                   | Mondiali 1978 - 2º turno                                               | 1                                                                      |                                                                        |
| 18-6-1978                                                              | Rosario                                                                | Argentina                                                              | 0 – 0                                                                  | Brasile                                                                | Mondiali 1978 - 2º turno                                               | -                                                                      |                                                                        |
| 21-6-1978                                                              | Mendoza                                                                | Brasile                                                                | 3 – 1                                                                  | Polonia                                                                | Mondiali 1978 - 2º turno                                               | -                                                                      |                                                                        |
| 17-5-1979                                                              | Rio de Janeiro                                                         | Brasile                                                                | 6 – 0                                                                  | Paraguay                                                               | Amichevole                                                             | 3                                                                      |                                                                        |
| 31-5-1979                                                              | Rio de Janeiro                                                         | Brasile                                                                | 5 – 1                                                                  | Uruguay                                                                | Amichevole                                                             | -                                                                      |                                                                        |
| 2-8-1979                                                               | Rio de Janeiro                                                         | Brasile                                                                | 2 – 1                                                                  | Argentina                                                              | Coppa America 1979 - 1º turno                                          | 1                                                                      |                                                                        |
| 16-8-1979                                                              | San Paolo                                                              | Brasile                                                                | 2 – 0                                                                  | Bolivia                                                                | Coppa America 1979 - 1º turno                                          | 1                                                                      |                                                                        |
| 23-8-1979                                                              | Buenos Aires                                                           | Argentina                                                              | 2 – 2                                                                  | Brasile                                                                | Coppa America 1979 - 1º turno                                          | -                                                                      |                                                                        |
| 15-6-1980                                                              | Rio de Janeiro                                                         | Brasile                                                                | 1 – 2                                                                  | Unione Sovietica                                                       | Amichevole                                                             | -                                                                      |                                                                        |
| 24-6-1980                                                              | Belo Horizonte                                                         | Brasile                                                                | 2 – 1                                                                  | Cile                                                                   | Amichevole                                                             | 1                                                                      |                                                                        |
| 29-6-1980                                                              | San Paolo                                                              | Brasile                                                                | 1 – 1                                                                  | Polonia                                                                | Amichevole                                                             | 1                                                                      |                                                                        |
| 25-9-1980                                                              | Asunción                                                               | Paraguay                                                               | 1 – 2                                                                  | Brasile                                                                | Amichevole                                                             | -                                                                      |                                                                        |
| 30-10-1980                                                             | Goiânia                                                                | Brasile                                                                | 6 – 0                                                                  | Paraguay                                                               | Amichevole                                                             | 2                                                                      |                                                                        |
| 8-2-1981                                                               | Caracas                                                                | Venezuela                                                              | 0 – 1                                                                  | Brasile                                                                | Qual. Mondiali 1982                                                    | 1                                                                      |                                                                        |
| 14-2-1981                                                              | Quito                                                                  | Ecuador                                                                | 0 – 6                                                                  | Brasile                                                                | Amichevole                                                             | 1                                                                      |                                                                        |
| 22-2-1981                                                              | La Paz                                                                 | Bolivia                                                                | 1 – 2                                                                  | Brasile                                                                | Qual. Mondiali 1982                                                    | -                                                                      |                                                                        |
| 14-3-1981                                                              | Ribeirão Preto                                                         | Brasile                                                                | 2 – 1                                                                  | Cile                                                                   | Amichevole                                                             | 1                                                                      |                                                                        |
| 22-3-1981                                                              | Rio de Janeiro                                                         | Brasile                                                                | 3 – 1                                                                  | Bolivia                                                                | Qual. Mondiali 1982                                                    | 3                                                                      |                                                                        |
| 29-3-1981                                                              | Goiânia                                                                | Brasile                                                                | 5 – 0                                                                  | Venezuela                                                              | Qual. Mondiali 1982                                                    | 1                                                                      |                                                                        |
| 12-5-1981                                                              | Londra                                                                 | Inghilterra                                                            | 0 – 1                                                                  | Brasile                                                                | Amichevole                                                             | 1                                                                      |                                                                        |
| 15-5-1981                                                              | Parigi                                                                 | Francia                                                                | 1 – 3                                                                  | Brasile                                                                | Amichevole                                                             | 1                                                                      |                                                                        |
| 19-5-1981                                                              | Stoccarda                                                              | Germania Est                                                           | 1 – 2                                                                  | Brasile                                                                | Amichevole                                                             | -                                                                      |                                                                        |
| 8-7-1981                                                               | Salvador                                                               | Brasile                                                                | 1 – 0                                                                  | Spagna                                                                 | Amichevole                                                             | -                                                                      |                                                                        |
| 26-8-1981                                                              | Santiago del Cile                                                      | Cile                                                                   | 0 – 0                                                                  | Brasile                                                                | Amichevole                                                             | -                                                                      |                                                                        |
| 28-10-1981                                                             | Porto Alegre                                                           | Brasile                                                                | 3 – 0                                                                  | Bulgaria                                                               | Amichevole                                                             | 1                                                                      |                                                                        |
| 26-1-1982                                                              | Natal                                                                  | Brasile                                                                | 3 – 1                                                                  | Germania Est                                                           | Amichevole                                                             | -                                                                      |                                                                        |
| 3-3-1982                                                               | San Paolo                                                              | Brasile                                                                | 1 – 1                                                                  | Cecoslovacchia                                                         | Amichevole                                                             | 1                                                                      |                                                                        |
| 21-3-1982                                                              | Rio de Janeiro                                                         | Brasile                                                                | 1 – 0                                                                  | Germania Ovest                                                         | Amichevole                                                             | -                                                                      |                                                                        |
| 5-5-1982                                                               | São Luis                                                               | Brasile                                                                | 3 – 1                                                                  | Portogallo                                                             | Amichevole                                                             | 1                                                                      |                                                                        |
| 19-5-1982                                                              | Recife                                                                 | Brasile                                                                | 1 – 1                                                                  | Svizzera                                                               | Amichevole                                                             | 1                                                                      |                                                                        |
| 27-5-1982                                                              | Uberlândia                                                             | Brasile                                                                | 7 – 0                                                                  | Irlanda                                                                | Amichevole                                                             | 1                                                                      |                                                                        |
| 14-6-1982                                                              | Siviglia                                                               | Brasile                                                                | 2 – 1                                                                  | Unione Sovietica                                                       | Mondiali 1982 - 1º turno                                               | -                                                                      |                                                                        |
| 18-6-1982                                                              | Siviglia                                                               | Brasile                                                                | 4 – 1                                                                  | Scozia                                                                 | Mondiali 1982 - 1º turno                                               | 1                                                                      |                                                                        |
| 23-6-1982                                                              | Siviglia                                                               | Brasile                                                                | 4 – 0                                                                  | Nuova Zelanda                                                          | Mondiali 1982 - 1º turno                                               | 2                                                                      |                                                                        |
| 2-7-1982                                                               | Barcellona                                                             | Argentina                                                              | 1 – 3                                                                  | Brasile                                                                | Mondiali 1982 - 2º turno                                               | 1                                                                      |                                                                        |
| 5-7-1982                                                               | Barcellona                                                             | Italia                                                                 | 3 – 2                                                                  | Brasile                                                                | Mondiali 1982 - 2º turno                                               | -                                                                      | [ 46 ]                                                                 |
| 28-4-1983                                                              | Rio de Janeiro                                                         | Brasile                                                                | 3 – 2                                                                  | Cile                                                                   | Amichevole                                                             | -                                                                      |                                                                        |
| 2-6-1985                                                               | Santa Cruz de la Sierra                                                | Bolivia                                                                | 0 – 2                                                                  | Brasile                                                                | Qual. Mondiali 1986                                                    | -                                                                      |                                                                        |
| 8-6-1985                                                               | Porto Alegre                                                           | Brasile                                                                | 3 – 1                                                                  | Cile                                                                   | Amichevole                                                             | 2                                                                      |                                                                        |
| 16-6-1985                                                              | Asunción                                                               | Paraguay                                                               | 0 – 2                                                                  | Brasile                                                                | Qual. Mondiali 1986                                                    | 1                                                                      |                                                                        |
| 23-6-1985                                                              | Rio de Janeiro                                                         | Brasile                                                                | 1 – 1                                                                  | Paraguay                                                               | Qual. Mondiali 1986                                                    | -                                                                      |                                                                        |
| 30-6-1985                                                              | San Paolo                                                              | Brasile                                                                | 1 – 1                                                                  | Bolivia                                                                | Qual. Mondiali 1986                                                    | -                                                                      |                                                                        |
| 30-4-1986                                                              | Recife                                                                 | Brasile                                                                | 4 – 2                                                                  | Jugoslavia                                                             | Amichevole                                                             | 3                                                                      |                                                                        |
| 7-5-1986                                                               | Curitiba                                                               | Brasile                                                                | 1 – 1                                                                  | Cile                                                                   | Amichevole                                                             | -                                                                      |                                                                        |
| 12-6-1986                                                              | León                                                                   | Irlanda del Nord                                                       | 0 – 3                                                                  | Brasile                                                                | Mondiali 1986 - 1º turno                                               | -                                                                      |                                                                        |
| 16-6-1986                                                              | Guadalajara                                                            | Brasile                                                                | 4 – 0                                                                  | Polonia                                                                | Mondiali 1986 - Ottavi di finale                                       | -                                                                      |                                                                        |
| 21-6-1986                                                              | Guadalajara                                                            | Brasile                                                                | 1 – 1 dts (3 – 4 dtr)                                                  | Francia                                                                | Mondiali 1986 - Quarti di finale                                       | -                                                                      |                                                                        |
| Totale                                                                 |                                                                        | Presenze                                                               | 71                                                                     |                                                                        | Reti (5º posto)                                                        | 48                                                                     |                                                                        |

| Cronologia completa delle presenze e delle reti in nazionale ― Brasile olimpica | Cronologia completa delle presenze e delle reti in nazionale ― Brasile olimpica | Cronologia completa delle presenze e delle reti in nazionale ― Brasile olimpica | Cronologia completa delle presenze e delle reti in nazionale ― Brasile olimpica | Cronologia completa delle presenze e delle reti in nazionale ― Brasile olimpica | Cronologia completa delle presenze e delle reti in nazionale ― Brasile olimpica | Cronologia completa delle presenze e delle reti in nazionale ― Brasile olimpica | Cronologia completa delle presenze e delle reti in nazionale ― Brasile olimpica |
| Data                                                                            | Città                                                                           | In casa                                                                         | Risultato                                                                       | Ospiti                                                                          | Competizione                                                                    | Reti                                                                            | Note                                                                            |
| ------------------------------------------------------------------------------- | ------------------------------------------------------------------------------- | ------------------------------------------------------------------------------- | ------------------------------------------------------------------------------- | ------------------------------------------------------------------------------- | ------------------------------------------------------------------------------- | ------------------------------------------------------------------------------- | ------------------------------------------------------------------------------- |
| 28-11-1971                                                                      | Cali                                                                            | Brasile olimpica                                                                | 2 – 1                                                                           | Bolivia olimpica                                                                | Torneo Pre-Olimpico CONMEBOL 1971                                               | -                                                                               |                                                                                 |
| 30-11-1971                                                                      | Cali                                                                            | Brasile olimpica                                                                | 0 – 0                                                                           | Argentina olimpica                                                              | Torneo Pre-Olimpico CONMEBOL 1971                                               | -                                                                               |                                                                                 |
| 7-12-1971                                                                       | Bogotà                                                                          | Colombia olimpica                                                               | 1 – 1                                                                           | Brasile olimpica                                                                | Torneo Pre-Olimpico CONMEBOL 1971                                               | -                                                                               | ?'’                                                                             |
| 9-12-1971                                                                       | Bogotà                                                                          | Brasile olimpica                                                                | 1 – 0                                                                           | Argentina olimpica                                                              | Torneo Pre-Olimpico CONMEBOL 1971                                               | 1                                                                               |                                                                                 |
| 11-12-1971                                                                      | Bogotà                                                                          | Brasile olimpica                                                                | 1 – 0                                                                           | Perù olimpica                                                                   | Torneo Pre-Olimpico CONMEBOL 1971                                               | -                                                                               |                                                                                 |
| Totale                                                                          |                                                                                 | Presenze                                                                        | 5                                                                               |                                                                                 | Reti                                                                            | 1                                                                               |                                                                                 |

### Statistiche da allenatore

#### Club
Statistiche aggiornate al 30 giugno 2012. In grassetto le competizioni vinte.
| Stagione           | Squadra           | Campionato        | Campionato | Campionato | Campionato | Campionato | Coppe nazionali | Coppe nazionali | Coppe nazionali | Coppe nazionali | Coppe nazionali | Coppe continentali | Coppe continentali | Coppe continentali | Coppe continentali | Coppe continentali | Altre coppe | Altre coppe | Altre coppe | Altre coppe | Altre coppe | Totale | Totale | Totale | Totale | Vittorie % | Piazzamento |
| Stagione           | Squadra           | Comp              | G          | V          | N          | P          | Comp            | G               | V               | N               | P               | Comp               | G                  | V                  | N                  | P                  | Comp        | G           | V           | N           | P           | G      | V      | N      | P      | %          | Piazzamento |
| ------------------ | ----------------- | ----------------- | ---------- | ---------- | ---------- | ---------- | --------------- | --------------- | --------------- | --------------- | --------------- | ------------------ | ------------------ | ------------------ | ------------------ | ------------------ | ----------- | ----------- | ----------- | ----------- | ----------- | ------ | ------ | ------ | ------ | ---------- | ----------- |
| ago.-nov. 1999     | Kashima Antlers   | J1                | 10         | 8          | 0          | 2          | CdI+JLC         | 0+3             | 0+1             | 0+2             | 0+0             | -                  | -                  | -                  | -                  | -                  | -           | -           | -           | -           | -           | 13     | 9      | 2      | 2      | 69,23      | Sub. 6°     |
| 2006-2007          | Fenerbahçe        | SL                | 34         | 20         | 10         | 4          | TK              | 8               | 6               | 1               | 1               | UCL+CU             | 4+8                | 2+3                | 1+3                | 1+2                | -           | -           | -           | -           | -           | 54     | 31     | 15     | 8      | 57,41      | 1°          |
| 2007-2008          | Fenerbahçe        | SL                | 34         | 22         | 7          | 5          | TK              | 6               | 2               | 3               | 1               | UCL                | 12                 | 7                  | 3                  | 2                  | ST          | 1           | 1           | 0           | 0           | 53     | 32     | 13     | 8      | 60,38      | 2°          |
| Totale Fenerbahce  | Totale Fenerbahce | Totale Fenerbahce | 68         | 42         | 17         | 9          |                 | 14              | 8               | 4               | 2               |                    | 24                 | 12                 | 7                  | 5                  |             | 1           | 1           | 0           | 0           | 107    | 63     | 28     | 16     | 58,88      |             |
| set-nov. 2008      | Bunyodkor         | USL               | 9          | 8          | 1          | 0          | CU              | 2               | 2               | 0               | 0               | ACL                | 2                  | 1                  | 0                  | 1                  | -           | -           | -           | -           | -           | 13     | 11     | 1      | 1      | 84,62      | Sub, 1°     |
| gen.-set. 2009     | CSKA Mosca        | PL                | 20         | 10         | 3          | 7          | KR+KR           | 3+1             | 2+0             | 1+0             | 0+1             | CU                 | 4                  | 2                  | 1                  | 1                  | SR          | 1           | 1           | 0           | 0           | 29     | 15     | 5      | 9      | 51,72      | Eson        |
| set.2009-gen. 2010 | Olympiacos        | SLE               | 14         | 10         | 2          | 2          | CG              | 1               | 0               | 0               | 1               | UCL                | 5                  | 2                  | 1                  | 2                  | -           | -           | -           | -           | -           | 20     | 12     | 3      | 5      | 60,00      | Sub, Eson   |
| 2013-gen. 2014     | Al-Gharafa        | QSL               | 17         | 5          | 6          | 6          | -               | -               | -               | -               | -               | -                  | -                  | -                  | -                  | -                  | -           | -           | -           | -           | -           | 17     | 5      | 6      | 6      | 29,41      | Dim         |
| 2014               | FC Goa            | ISL               | 14+2       | 6          | 4+1        | 4+1        | -               | -               | -               | -               | -               | -                  | -                  | -                  | -                  | -                  | -           | -           | -           | -           | -           | 16     | 6      | 5      | 5      | 37,50      | 2°          |
| 2015               | FC Goa            | ISL               | 14+3       | 7+1        | 4          | 3+2        | -               | -               | -               | -               | -               | -                  | -                  | -                  | -                  | -                  | -           | -           | -           | -           | -           | 17     | 8      | 4      | 5      | 47,06      | 1°          |
| 2016               | FC Goa            | ISL               | 14         | 4          | 2          | 8          | -               | -               | -               | -               | -               | -                  | -                  | -                  | -                  | -                  | -           | -           | -           | -           | -           | 14     | 4      | 2      | 8      | 28,57      | 8°          |
| Totale FC Goa      | Totale FC Goa     | Totale FC Goa     | 42+5       | 17+1       | 10+1       | 15+3       |                 | -               | -               | -               | -               |                    | -                  | -                  | -                  | -                  |             | -           | -           | -           | -           | 47     | 18     | 11     | 18     | 38,30      |             |
| Totale carriera    | Totale carriera   | Totale carriera   | 185        | 101        | 40         | 44         |                 | 24              | 13              | 7               | 4               |                    | 35                 | 17                 | 9                  | 9                  |             | 2           | 2           | 0           | 0           | 246    | 133    | 56     | 57     | 54,07      |             |

#### Nazionale giapponese
| Squadra  | Naz                 | dall'          | al             | Record | Record | Record | Record     | Record | Record | Record | Record |
| G        | V                   | N              | P              | GF     | GS     | DR     | % Vittorie |        |        |        |        |
| -------- | ------------------- | -------------- | -------------- | ------ | ------ | ------ | ---------- | ------ | ------ | ------ | ------ |
| Giappone | Giappone (bandiera) | 1º luglio 2002 | 30 giugno 2006 | 72     | 37     | 16     | 19         | 114    | 70     | +44    | 51,39  |

#### Nazionale giapponese nel dettaglio
| giu. 2003       | Giappone        | Conf.Cup 2003                  | Fase a Gironi (3° nel gruppo A) | 3  | 1  | 0  | 2  | 33,33   | 4   | 3  | +1  |
| dic. 2003       | Giappone        | Coppa dell'Asia Orientale 2003 | 2°                              | 3  | 2  | 1  | 0  | 66,67   | 3   | 0  | +3  |
| lug./ago. 2004  | Giappone        | Coppa d'Asia 2004              | Vincitore                       | 6  | 4  | 2  | 0  | 66,67   | 13  | 6  | +7  |
| 2004            | Giappone        | Qual. Mondiale 2006            | 1° nel gruppo B, Qualificato    | 6  | 6  | 0  | 0  | 100,00& | 16  | 1  | +15 |
| 2005            | Giappone        | Qual. Mondiale 2006            | 1° nel gruppo B, Qualificato    | 6  | 5  | 0  | 1  | 83,33   | 9   | 4  | +5  |
| giu. 2005       | Giappone        | Conf.Cup 2005                  | Fase a Gironi (3° nel gruppo B) | 3  | 1  | 1  | 1  | 33,33   | 4   | 4  | +0  |
| lug./ago. 2005  | Giappone        | Coppa dell'Asia Orientale 2005 | 2°                              | 3  | 1  | 1  | 1  | 33,33   | 3   | 3  | +0  |
| feb. 2006       | Giappone        | Qual. Coppa d'Asia 2007        | Dimesso                         | 1  | 1  | 0  | 0  | 100,00& | 6   | 0  | +6  |
| giu./lug. 2006  | Giappone        | Mondiali 2006                  | Fase a Gironi (4° nel gruppo F) | 3  | 0  | 1  | 2  | &0,00   | 2   | 7  | -5  |
| Dal 2002        | Giappone        | Amichevoli                     |                                 | 38 | 16 | 10 | 12 | 42,11   | 54  | 42 | +12 |
| Totale Giappone | Totale Giappone | Totale Giappone                | Totale Giappone                 | 72 | 37 | 16 | 19 | 51,39   | 114 | 70 | +44 |

#### Nazionale irachena
| Squadra | Naz             | dall'          | al               | Record | Record | Record | Record     | Record | Record | Record | Record |
| G       | V               | N              | P                | GF     | GS     | DR     | % Vittorie |        |        |        |        |
| ------- | --------------- | -------------- | ---------------- | ------ | ------ | ------ | ---------- | ------ | ------ | ------ | ------ |
| Iraq    | Iraq (bandiera) | 28 agosto 2011 | 27 novembre 2012 | 25     | 11     | 6      | 8          | 29     | 24     | +5     | 44,00  |

#### Nazionale irachena nel dettaglio
| 2011           | Iraq        | Qual. Mondiale 2014 | Dimesso     | 5  | 4  | 0 | 1 | 80,00 | 7  | 3  | +4 |
| 2012           | Iraq        | Qual. Mondiale 2014 | Dimesso     | 6  | 2  | 2 | 2 | 33,33 | 11 | 5  | +6 |
| giu./lug. 2012 | Iraq        | Coppa araba 2012    | 3°          | 5  | 3  | 1 | 1 | 60,00 | 6  | 4  | +2 |
| Dal 2011       | Iraq        | Amichevoli          |             | 9  | 2  | 3 | 4 | 22,22 | 5  | 12 | -7 |
| Totale Iraq    | Totale Iraq | Totale Iraq         | Totale Iraq | 25 | 11 | 6 | 8 | 44,00 | 29 | 24 | +5 |

## Palmarès

### Giocatore

#### Club

##### Competizioni statali
- Campionato Carioca: 7

Flamengo: 1972, 1974, 1978, 1979, 1979 speciale, 1981, 1986

##### Competizioni nazionali
- Campionato brasiliano: 3

Flamengo: 1980, 1982, 1983

##### Competizioni internazionali
- Coppa Libertadores: 1

Flamengo: 1981
- Coppa Intercontinentale: 1

Flamengo: 1981

#### Individuale
- Bola de Ouro: 2

1974, 1982
- Bola de Prata: 7

1974, 1975, 1977, 1980, 1982, 1982, 1987
- Capocannoniere del Campionato Carioca: 6

1975 (30 gol), 1977 (27 gol), 1978 (19 gol), 1979 (26 gol), 1979 (34 gol), 1982 (21 gol)
- Capocannoniere campionato brasiliano: 2

1980 (21 gol), 1982 (20 gol)
- Capocannoniere della Copa Libertadores: 1

1981 (11 gol)
- Miglior calciatore della Copa Libertadores: 1

1981
- Miglior calciatore della Coppa Intercontinentale: 1

1981
- Calciatore sudamericano dell'anno: 3

1977, 1981, 1982
- World Soccer's World Player of the Year: 1

1983
- Calciatore sudamericano dell'anno secondo la rivista "El Grafico": 1

1982
- Miglior calciatore dell'anno secondo la rivista italiana "Guerin Sportivo": 1

1981
- Capocannoniere del Campionato mondiale di beach soccer: 1

1995 (12 gol)
- Miglior giocatore del Campionato mondiale di beach soccer: 1

1995
- FIFA 100 (2004)
- Inserito nelle "Leggende del calcio" del Golden Foot (2006)
- Candidato al Dream Team del Pallone d'oro (2020)

### Allenatore

#### Club
- Campionato turco: 1

Fenerbahçe: 2006-2007
- Supercoppa di Turchia: 1

Fenerbahçe: 2007
- Campionato uzbeko: 1

Bunyodkor: 2008
- Coppa dell'Uzbekistan: 1

Bunyodkor: 2008
- Coppa di Russia: 1

CSKA Mosca: 2008-2009
- Supercoppa di Russia: 1

CSKA Mosca: 2009

#### Nazionale
- Coppa d'Asia: 1

Giappone: 2004